# Myrne (Melitopol)
Myrne (ukrainisch Мирне; russisch Мирное Mirnoje) ist eine Siedlung städtischen Typs in der ukrainischen Oblast Saporischschja mit etwa 3000 Einwohnern (2014).

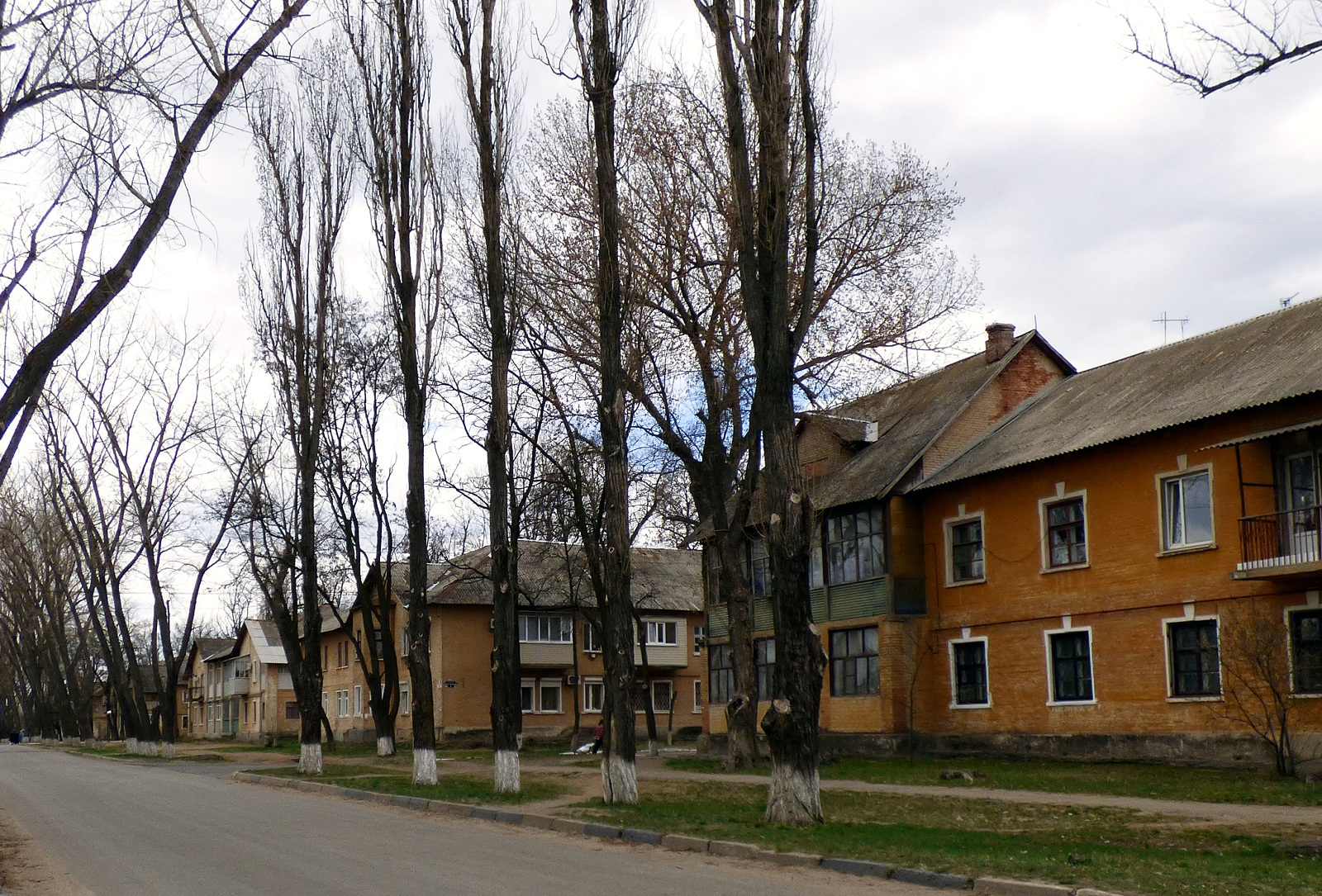
Häuser im Ort

Myrne liegt am Ufer der Molotschna im Rajon Melitopol 15 km nördlich vom Rajonzentrum Melitopol. Im Norden grenzt Myrne an das Dorf Terpinnja. Westlich vom Ort verläuft die Fernstraße M 18.
Östlich von Myrne befindet sich die Kamjana Mohyla, ein Sandsteinhügel mit Petroglyphen, die bis ins Mesolithikum zurückreichen, sowie ein daran angeschlossenes Museum.

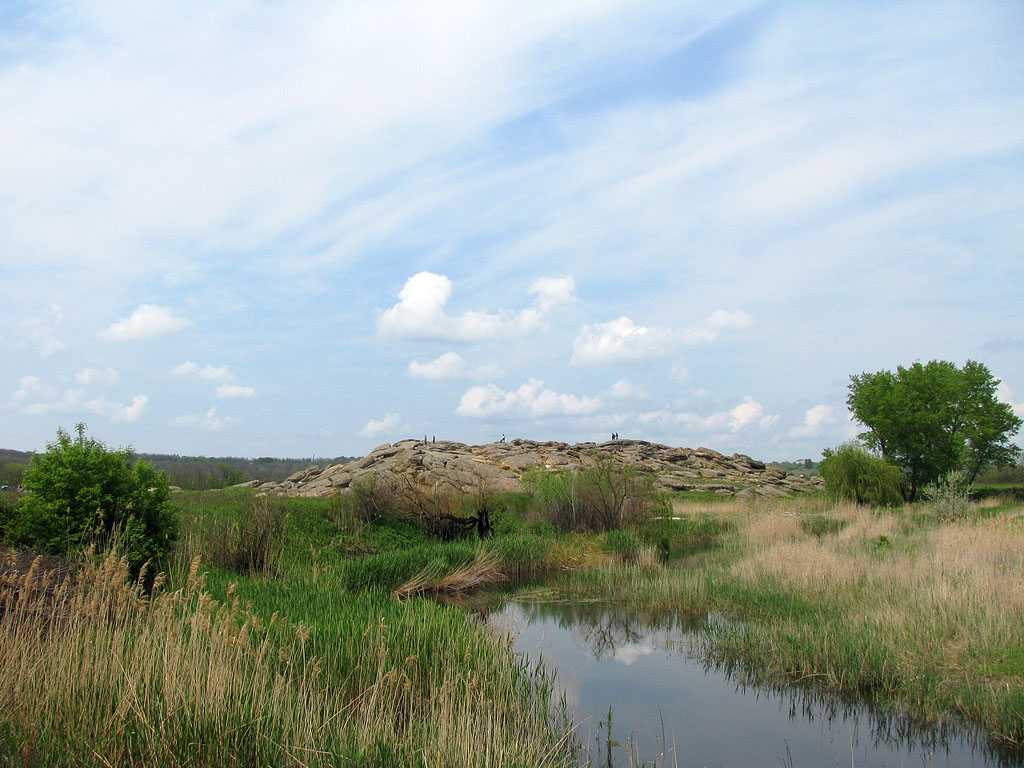
Die Molotschna mit Kamjana Mohyla bei Myrne

Der Ort wurde 1951 gegründet und trägt seit 1953 seinen heutigen Namen, am 3. März 1987 erhielt er den Status einer Siedlung städtischen Typs.
Im März 2022 wurde der Ort durch russische Truppen im Rahmen des Russischen Überfalls auf die Ukraine eingenommen und befindet sich seither nicht mehr unter ukrainischer Kontrolle.

## Verwaltungsgliederung
Am 30. November 2017 wurde die Siedlung zum Zentrum der neugegründeten Siedlungsgemeinde Myrne (Мирненська селищна громада/Myrnenska selyschtschna hromada). Zu dieser zählten auch die 3 in der untenstehenden Tabelle aufgelistetenen Dörfer sowie die Ansiedlung Sosniwka, bis dahin bildete sie die gleichnamige Siedlungsratsgemeinde Myrne (Мирненська селищна рада/Myrnenska selyschtschna rada) im Zentrum des Rajons Melitopol.
Am 12. Juni 2020 kamen noch die Dörfer Arabka, Astrachanka, Boryssiwka und Swobodne zum Gemeindegebiet.
Folgende Orte sind neben dem Hauptort Myrne Teil der Gemeinde:
| Name                     | Name          | Name                          |
| ukrainisch transkribiert | ukrainisch    | russisch                      |
| ------------------------ | ------------- | ----------------------------- |
| Arabka                   | Арабка        | Арабка                        |
| Astrachanka              | Астраханка    | Астраханка                    |
| Boryssiwka               | Борисівка     | Борисовка (Borissowka)        |
| Nowopylypiwka            | Новопилипівка | Новопилиповка (Nowopilipowka) |
| Oleniwka                 | Оленівка      | Оленовка (Olenowka)           |
| Tychoniwka               | Тихонівка     | Тихоновка (Tichonowka)        |
| Sosniwka                 | Соснівка      | Сосновка (Sosnowka)           |
| Swobodne                 | Свободне      | Свободное (Swobodnoje)        |